# Hanover (Kanada)
Hanover to miejscowość (ang. town) w Kanadzie, w prowincji Ontario, w hrabstwie Grey.
Powierzchnia Hanover to 9,81 km².
Według danych spisu powszechnego z roku 2001 Hanover liczy 6869 mieszkańców (700,20 os./km²).